# Rhopalophora yucatana
Rhopalophora yucatana är en skalbaggsart som beskrevs av Giesbert och Chemsak 1993. Rhopalophora yucatana ingår i släktet Rhopalophora och familjen långhorningar. Inga underarter finns listade i Catalogue of Life.